# Коти-комин
Коти-комин (яп. 公地公民 Ко:ти-ко:мин, «государственная земля, государственный народ») — один из основополагающих принципов в древнем японском «правовом государстве» VII—XI веков, по которому вся подконтрольная Императорскому правительству земля, а также население, проживавшее на этой земле, считалось собственностью государства.

## История
В древнем японском государстве Ямато IV—VI веков контроль правительства над землями государства, за исключением наделов Императорской семьи, осуществлялся опосредованно, через региональную знать, которая из поколения в поколение владела частными землями и населением этих земель. Эта политико-экономическая система стала требовать неотложных изменений, когда в середине VII века в связи с попыткой Китая захватить Корейский полуостров над Японией нависла угроза иностранного вторжения.
В 645 году в результате государственного переворота японский принц Нака-но Оэ и его подчинённый Накатоми-но Каматари уничтожили правящий  род Сога, оплот сторонников старой системы, и при поддержке нового императора начали кардинальные преобразования, нацеленные на построение централизованного государства. В начале 646 года был оглашён императорский «указ о реформах», в котором по образцу китайского принципа государственной собственности на землю и население провозглашался принцип коти-комин. Вся земля, в основном пахотная и заливные поля, а также население Японии переходили под прямой контроль императора. Реальную власть на местах должен был осуществлять чиновнический бюрократический аппарат, который составлял каркас централизованного государства. Эти принципы, провозглашённые в указе 646 года, были законодательно закреплены в кодексе Тайхо.
Единицей «государственной земли» коти (公地) был именной надел (口分田, кубундэн), который предоставлялся дееспособным гражданам на одно поколение в обмен на уплату налога. Однако кроме именного надела существовали также должностные (官田), ранговые (位田), рабочие (職田), заслуженные (功田), дарственные (賜田), ведомственные (諸司田), монастырские (寺田) и святилищные (神田) наделы.
Единицей «государственного народа» комин (公民) были свободные общинники, так называемые «добрые люди» рёмин, которые имели право получать именные наделы и обязанность регистрироваться в «подворных реестрах» и платить налоги в пользу государства, а также чиновники нижнего и среднего уровней. За пределами «государственного народа» находились аристократия и группы зависимого населения, называвшееся «подлыми людьми» сэммин, которые находились под патронатом Императорской семьи, аристократов, монастырей или святилищ.